# Llista d'aeroports del Sàhara Occidental
Aquesta és d'una llista d'aeroports del Sàhara Occidental, ordenats segons la ubicació. Aquests aeroports estan inclosos en la llista d'aeroports del Marroc.

## Aeroports
Aeroport noms que apareixen en negreta, indiquen que l'aeroport ha programat servei de línia aèria comercial.
| Ciutat              | OACI        | IATA | Aeroport                         | Coordenades                                           |
| ------------------- | ----------- | ---- | -------------------------------- | ----------------------------------------------------- |
| Dakhla (ad-Dakhla)  | GSVO / GMMH | VIL  | Aeroport de Dakhla               | 23° 43′ 05″ N, 015° 55′ 55″ O / 23.71806°N,15.93194°O |
| Al-Aaiun (Laâyoune) | GSAI / GMML | EUN  | Aeroport Internacional Hassan I  | 27° 09′ 06″ N, 013° 13′ 09″ O / 27.15167°N,13.21917°O |
| Smara (Semara)      | GSMA / GMMA | SMW  | Aeroport de Smara                | 26° 43′ 54″ N, 011° 41′ 04″ O / 26.73167°N,11.68444°O |
| Güera (La Gouera)   |             | ZLG  | Aeroport de La Güera (clausurat) | 20° 51′ 0″ N, 017° 5′ 0″ O / 20.85000°N,17.08333°O    |

Hi ha altres pistes d'aterratge sense pavimentar al Sàhara Occidental:
- Aeroport d'Oum Dreyga
- a 1,960 metres (6,430 ft) marcava la pista d'aterratge nord-sud[1] en les instal·lacions de control de fronteres del Marroc al sud de Guerguerat.
- Una pista de terra aspra[2] al sud-oest de Tifariti
- Dues pistes d'aterratge de terra ben definits[3] just a l'oest de Mahbes